# 梅本静香
梅本 静香（うめもと しずか、1993年5月23日 - ）は、日本の女優、タレント。東京都出身。エージェントはJIN-YA。かつては、ケイダッシュグループのアワーソングスクリエイティブに所属していた。

## 略歴
小学5年の時、チャームキッズにスカウトされ、ジュニアアイドル全盛期に活躍。
2007年1月、チャームキッズとの間に契約違反（ホームページの利用）を犯したため、同年2月から4月にかけて芸能活動を中断していた。
2008年、「ミスマガジン2008」読者特別賞を受賞。同時にミスマガジンフットサルチームにも所属。背番号は「20」 だった。
2009年8月1日、所属事務所ネクステージ からの卒業を発表。学業に専念しタレント活動を停止。
2011年10月18日よりエヴォルト に所属し芸能活動を再開。同年12月1日、アメーバブログにオフィシャルブログ「しずかな時間」を開設。
2012年5月19日、BS11の情報バラエティ番組『家電's Walker』の家電ガールズとしてレギュラーに加入。
2013年9月14日、東京ランウェイの『ワンライフモデルオーディション2013』審査員特別賞を受賞。
2014年10月20日、エヴォルトを退社。これに伴い同年10月30日付で『家電's Walker』のレギュラーを降板し、12月20日にブログ「しずかな時間」を閉鎖。
2015年2月1日、アワーソングスクリエイティブに所属 並びにオフィシャルブログ「Sourire」（スーリール）を開始。同年2月28日、東京ガールズコレクション公式ランニングチーム『TOKYO GIRLS RUN』4期生メンバーとなったことを発表。同年5月、『TOKYO GIRLS RUN』で初めてマラソン大会に出走した軽井沢ハーフマラソンで2時間1分という好タイムを記録。同年11月『TOKYO GIRLS RUN』から選抜メンバーで初のフルマラソン金沢マラソン2015に出走し、3時間57分と、4時間切りの好タイムを記録した。
2015年12月、出演した映画「W 二つの顔を持つ女たち」の主題歌として、TOMOROの作詞作曲・プロデュースで「ROPPONGI DREAM 〜W REMIX〜 feat. 加弥乃,梅本静香,多岐川華子,桜のどか,岸明日香,森下悠里」にフィーチャリング参加。
2016年3月19日、東京ガールズコレクション公式ランニングチーム『TOKYO GIRLS RUN』前期に引き続き5期生メンバーになったことを発表。同年4月より、スカパー!GAORA SPORTS『エフキュン!』レギュラー出演。
2017年より活動を本格的に女優業にシフトし、同年4月より、スクウェア・エニックス初の実写舞台化30-DELUX SQUARE ENIX Special Theater「ロマンシング サガ THE STAGE 〜ロアーヌが燃える日〜」にて佐藤アツヒロ演じるシャールの相手役ミューズを演じ話題になる。更に同年10月より、スカパー!GAORA SPORTS『島RUN』のメインMC（初冠番組）を務める。
2019年1月8日から放送・配信開始の藤原竜也主演、TBS×Paraviのスペシャルドラマ「新しい王様」にて、Season1とSeason2を通してレギュラー出演。3月6日、テレビ東京深夜のエンタメ番組「一夜づけ」7期生生徒役レギュラー就任の発表。

## 出演

### TV
- アイドルレボリューション（2005年、テレビ神奈川）
- 家電's Walker（2012年5月19日 - 2014年10月30日、BS11）
- バラいろダンディ（2015年3月31日 - 2016年3月29日、TOKYO MX） - 火曜日レギュラー
- 浜ちゃんが!（2015年8月、読売テレビ）
- しくじり先生 俺みたいになるな!!スペシャル（2015年9月、テレビ朝日）
- run for money 逃走中〜大江戸ヒーローズ〜（2015年11月29日、ドラマパートフジテレビ） - 茶々 役
- 美の巨人たち（2016年2月6日、ドラマパート、テレビ東京）
- エフキュン!（2016年4月4日 - 10月3日[14][注釈 1]、スカパー!GAORA SPORTS） - レギュラー
- 島RUN（2017年10月31日 - 、スカパー!GAORA SPORTS）メインMC
- 全力坂（2018年2月8日・19日、テレビ朝日）東大井三丁目の坂・東大井四丁目の坂
- 面白南極料理人スピンオフ 南極アフターおじさん 第8話 第9話（2019年2月24日 - 、ひかりTV） - ゲスト出演
- 一夜づけ（2019年3月24日 - 、テレビ東京）7期生 生徒レギュラー

### ドラマ
- ほんとうにあった怖い話 第六夜 たたり 第五話 黒猫（2007年、オリジナルDVD）- 久保沙耶香 役
- 昼のセント酒（2016年6月11日、テレビ東京）- 女性ランナー 役
- 孤独のグルメ Season5 特別編（2017年1月2日、テレビ東京）- 南雲美穂 役
- クラッシュ オブ キングス 五つの掟 第5話（2017年8月4日 - 2018年2月3日、YouTube）- 受付嬢 役
- 会社は学校じゃねぇんだよ 第5話（2018年5月19日、AbemaTV）- OL 役
- グッド・バイ 第5話（2018年8月11日、テレビ大阪）
- 新しい王様 Season1（2019年1月8日 - 、TBS×Paravi） - ギャラ飲み美女 役
- 新しい王様 Season2（2019年1月17日 - 、TBS×Paravi） - 八代秘書 役
- 面白南極料理人 第8話（2019年3月3日、テレビ大阪） - 女金村隊長 役 [15][16][17]
- 絶メシロード 第3話（2020年2月8日、テレビ東京） - 夏目環奈 役

### 映画
- Wiz/Out（2007年） ※デビュー作
- あぜみちジャンピンッ!（2009年、アイマックス） - 山原美希 役
- こっくりさん 劇場版（2011年11月26日公開） - 山本里子 役
- エクステ娘（2014年2月15日公開） - 柿田あやめ 役
- 極サギ4（2015年7月） -  向井里香 役
- W〜二つの顔を持つ女たち〜（2015年12月12日公開） - 街田灯 役
- 修羅の男と家なし少女（2016年） - 吉田忍 役
- 地球（2017年第6回渋谷映画祭、ゆうばり国際ファンタスティック映画祭2018ゆうばりチョイス部門招待上映作品） - ラム 役
- 悪魔（2018年2月24日公開） - ユキ 役
- Tokyo Loss（2018年3月30日公開）- 菊内綾香 役
- ウタモノガタリ-CINEMA FIGHTERS project- Our Birthday（2018年6月22日公開）
- それでも、僕は夢を見る（2019年6月22日先行公開）- 三上美香 役

### モデル
- 東京ランウェイ「ワンライフモデルオーディション2013」審査員特別賞
- 東京ランウェイ（2013年）
- 静岡コレクション（2014年4月）[18]
- 東京ガールズコレクション（2015年2月、2015年9月、2016年3月）
- TOKYO GIRLS RUN（2015年2月28日 - ） - 4期生、5期生、6期生
- KANSAI COLLECTION（2016年2月）

### ラジオ
- Tokyoアイドルコレクション（2011年12月4日 - 、レインボータウンFM）
- 重本ことりと梅本静香の鳥CHIKU梅（2013年4月2日 - 2014年10月7日、レインボータウンFM）- 火曜BEAST!第一火曜日担当
- オレたちゴチャ・まぜっ!〜集まれヤンヤン〜（2015年4月18日 - 2016年4月9日、MBSラジオ）- ヤンヤンガールズ7期生

### ビデオ
- ほんとうにあった怖い話 第六夜-祟り（2007年）久保沙耶香 役

### 舞台
- 平成時代劇 萬屋錦之助一座 ざ☆よろきん 旗揚公演「纏若衆〜木遣り の唄」 （2012年7月4日 - 7月12日）- 小夜 役
- Ann & Mary presents「PIRATES OF THE DESERT」（2013年7月10日 - 15日、シアターグリーン BIG TREE THEATER）
- 劇団た組。番外公演「悪役令嬢後宮物語」（2016年9月28日 - 10月2日、シアターサンモール）- ルリィ 役
- 30-DELUX SQUARE ENIX Special Theater「ロマンシング サガ THE STAGE 〜ロアーヌが燃える日〜」（2017年4月15日 - 5月7日、サンシャイン劇場 /サンケイホールブリーゼ / 愛知県芸術劇場 / 久留米シティプラザ）- ミューズ 役
- 「殉血のサルコファガス」（2019年5月15日 - 21日、シアターモリエール）- 白(ハク) 役

### MV
- リアクション ザ ブッタ /「After drama」（2017年11月27日公開）- ヒロイン・井上蛍 役
- コバソロ「背中合わせ feat. 安果音」（2017年12月29日公開）- 沙希 役

### 広告
- DHC「プロテインダイエット」（2015年11月 - 2016年10月）
- バニラエア「Vanilla Air Experience -魔法の椅子-」（2017年8月23日 - ）- CA 役
- 北九州市ふるさと納税PRムービー「ふるさと納税ってカッコイイ」（2017年12月13日 - 2018年3月）- 遺産螺子千代子 役
- NTT東日本 2018大宮アルディージャ「一歩、一歩。頂点へ。」（2018年2月24日 - 2019年2月）
- LION「クイックアンドリッチ」
- 花王「ウルトラアタックNeo とびはねグルメ洗浄作戦」- 花王研究員 役

## 作品

### ビデオ・DVD
- 梅本静香（2006年3月24日、彩文館出版）
- 静香のどこでもドア（2006年8月25日、ベガファクトリー）
- 美少女学園 Vol.18 梅本静香（2006年11月30日、アイマックス）
- 梅本静香 13歳 ぷらむ（2007年4月1日、ベガファクトリー）
- 梅本静香 Silent Flavor（2007年6月27日、エイベックス）
- ミスマガジン2008『梅本静香』（2008年8月27日、講談社）
- again（2015年、イーネット・フロンティア）
- Lovely Days（2016年、イーネット・フロンティア）

### デジタル写真集
- 美少女レッスン01 梅本静香 1st Lesson（チャームキッズ）
- 美少女レッスン09 梅本静香 2nd Lesson（チャームキッズ）
- 美少女レッスン17 梅本静香 3rd Lesson（チャームキッズ）
- 美少女レッスン36 梅本静香 4th Lesson（チャームキッズ）
- 美少女レッスン52 梅本静香 5th Lesson（チャームキッズ）
- 美少女レッスン79 梅本静香 6th Lesson（チャームキッズ）
- U-15美少女倶楽部<1> 梅本静香（アイマックス）

## 書籍

### 写真集
- うれしぃ（2005年1月1日、彩文館出版、撮影：安藤青太）ISBN 978-4775601051
- 発芽（2006年9月8日、アスコム、撮影：河野英喜）ISBN 978-4776203506

### ムック本
- Tarzan特別編集 TOKYO GIRLS RUNオフィシャルブック『RUNWAYキレイをつくる、ランの秘訣100』（2016年2月、マガジンハウス）

### 雑誌
- 「サンケイスポーツ」“気になるあの娘”（2015年4月 産経新聞社）
- 「週刊ヤングジャンプ」（2015年4月 集英社）
- 「週刊ヤングジャンプ」巻中3page（2015年5月 集英社）
- 「週刊プレイボーイ」巻末4page（2015年5月 集英社）
- 「スポーツ報知」“ブレイク予報”（2015年6月 報知新聞社）
- 「ヤングアニマル」巻末グラビア8page（2016年4月 白泉社）